# Богдан Федорак
Богдан Федорак (псевдо «Боднар», «Безручко»; 7 травня 1933, с. Кулачківці, нині Івано-Франківської області — 29 травня 2021, Детройт, США) — провідний член ОУН (б), в.о. Голови УДП після смерті Провідника Ярослава Стецька, громадсько-політичний діяч, Почесний консул України, заслужений український державник-міжнародник, пластун спортивно-військового куреня «Чорноморці» імені Св. Миколая, засновник і довголітній Голова Українського культурного центру у Воррені, м. Детройт.

## Життєпис
Народився у свідомій патріотичній родині. Після війни, як політичний біженець, опинився у Зальцбурзі, Австрія. В 1949 р. емігрував з Німеччини до США, де поселився до кінця життя мешкав в Детройті, штат Мічиган. Служив у збройних силах США, навчався у Університеті Вейна, де закінчив студії менеджменту у 1961 році, надалі працював у машинобудівній промисловості.

## Громадсько-політична діяльність
У 1949 році ініціював створення та очолив ідеологічне Товариство української студіюючої молоді ім. Миколи Міхновського (ТУСМ). Також був заступником Голови Союзу Українських Студентських Товариств Америки (СУСТА).
Далі займав керівні посади у багатьох громадських структурах США:
- очолював Головну Управу Організації Оборони Чотирьох Свобід України (ООЧСУ)
- був довголітнім Головою і членом 10-го Відділу ООЧСУ в Детройті,
- був членом Крайової Екзекутиви та Крайової Ради Українського Конгресового Комітету Америки (УККА) на федеральному рівні й на рівні штату, входив до Крайової Ради УККА,
- був Головою Президії Світового Державницького Фронту,
- входив до Президії Світового Конґресу Українців (СКУ),
- був обраний віцепрезидентом фундації «Воля» в Нью-Йорку,
- належав до співзасновників Української Національної Інформаційної Служби (УНІС) з осідком у Вашингтоні.

Поширював правду про визвольну боротьбу України та на її право відновити свою державну незалежність.
Багато років очолював Управу "Приятелів Антибільшовицького Блоку Народів (ПАБНА), з допомогою якої лобіював на міжнародній арені інтереси та прагнення до волі суверенної України.
Після смерті Ярослава Стецька 5 липня 1986 став в.о. Голови Українського Державного Правління, успадкувавши завдання передати майбутній владі у вільній Україні мандат УДП, яке було покликано до життя 30 червня 1941 р. у Львові делегатами Національних зборів, після відновлення Української держави проти волі німців. Однак ця символічна церемонія досі відкладена через прихід до влади Віктора Януковича, події після Революції Гідності та початку агресивної російсько-української війни, в тому й зміни нестабільних урядів.
Богдан Федорак проводив від імені українських виборців різні акції та заходи за президентів Рейгана та Ніксона. Він був одним із членів Конгресової комісії США, за президента Рейгана, яка досліджувала комуністичний злочин Голодомору. В 1993 р. був членом оргкомітету з відзначення річниці Голодомору в Україні. Він ініціював та організував міжнародні конференції «Україна на шляху до завершення національної держави» — Круглий стіл I—II, у Вашингтоні 2000 і 2001 років.
З 2001 року МЗС України призначило інж. Богдана Федорака Почесним консулом України у Детройті та у штаті Мічиган.
За сприяння Федорака Служба безпеки України за керівництва Валентина Наливайченка погодилася передати масив своїх архівних фондів для упорядкування молодим історикам. З того часу закриті документи з фондів СБУ, зокрема про історії масових репресій в окупованій червоним режимом Україні, були відкриті для публіки та стали доступні для дослідників і мільйонів нащадків переслідуваних родин.
У червні 2016 Федорак, як в.о. Голови УДП, був почесним гостем на міжнародній конференції в Київському університеті ім. Т. Шевченка на тему «Український визвольний рух 1920—1950 рр.: ідея державності та її реалізація».

## Родина
Дружина Богдана (Донна, до шлюбу Іванець), сини Марко, Ігор і Юрій, онуки Леся, Богдан, Надія, Роман, Кейтлін, Елі. Брат Ярема.

## Пам'ять
Пам'яті Богдана Федорака присвячене видання збірки «Україна: відновлення державної незалежності» (Київ: Українська видавнича справа, 2022. — 172 с. — ISBN 978-617-95158-3-5). Видання здійснене з ініціативи та за сприяння Ліги українців Канади і Центру національного відродження.